# Galacantha trachynotus
Galacantha trachynotus is een tienpotigensoort uit de familie van de Munidopsidae. De wetenschappelijke naam van de soort is voor het eerst geldig gepubliceerd in 1896 door Anderson.